# اژدها (منطقةالبروج)

اژدها (به چینی ساده: 龙، به چینی سنتی:龍) یکی از ۱۲ حیوانی است که بنا بر تقویم چینی و تقویم مغولی هر ۱۲ سال یک بار در منطقةالبروج چینی و منطقةالبروج مغولی ظاهر می‌شود و تنها جانور افسانه‌ای در بین این ۱۲ حیوان است. سال اژدها همچنین معادل نماد چینی 辰 است.

## مشخصات
اژدها موجود افسانه‌ای قدرتمندی است که در فرهنگ چینی مورد ستایش قرار دارد. اژدها نماد قدرت، سلامتی، هماهنگی و روشنفکری است. از دید بسیاری افرادی که در سال اژدها زاده شده‌اند دارای بخت و اقبال بسیارند. همچنین بسیاری از زادگان سال اژدها معمولاً افرادی کاریزماتیک و دارای توانایی‌های بسیارند و می‌توانند به مخترع، فیلسوف، دانشمند، هنرپیشه، وکیل، سیاستمدار و مدیر بزرگی تبدیل شوند. همچنین نامحتمل است که اژدهایی در یک مهمانی یا میتینگ حاضر باشد و مورد توجه قرار نگیرد. از سوی دیگر نگرش منحصربه‌فرد و اعتماد به نفس اژدها می‌تواند او را در مشکلات یاری رساند.
اژدها همچنین دارای شخصیتی جاه‌طلب و سلطه‌جو است. بیشتر اژدهایان ترجیح می‌دهند تا بر اساس قوانین خودشان زندگی کنند و اگر به حال خودشان گذاشته شوند معمولاً موفقند. آن‌ها از چالش‌ها نمی‌هراسند و آمادهٔ خطرکردنند. هر کاری را با شور و به بهترین نحو انجام می‌دهند گرچه این شور و شوق می‌تواند سبب بروز احساس خستگی در اژدها شود. اژدها در فلسلفهٔ شرقی آورندهٔ بخت نیک و صاحب قدرت است. در نتیجه زادگان سال اژدها دارای احساس افتخار، احترام، جسارت و وفاداریند. همچنین صداقت و وظیفه‌شناسی از مشخصات اژدها است گرچه ممکن است دیگران از این خصوصیات اژدها سواستفاده نمایند. بیشتر اژدهایان مردمانی با احساس، صبور و بلندپروازند و می‌توانند دوستانی قابل اعتماد، همراهانی عالی و رهبرانی قدرتمند و با استعداد باشند.

## سال‌ها و پنج عنصر
افرادی که در فاصلهٔ بین این تاریخ‌ها زاده شده‌اند را می‌توان زادگان سال اژدها نامید:
*  ۲ بهمن ۱۳۰۶ – ۲۰ بهمن ۱۳۰۷: اژدهای خاک
*  ۱۸ بهمن ۱۳۱۸ – ۶ بهمن ۱۳۱۹: اژدهای فلز
*  ۶ بهمن ۱۳۳۰ – ۲۴ بهمن ۱۳۳۱: اژدهای آب
*  ۲۳ بهمن ۱۳۴۲  – ۱۲ بهمن ۱۳۴۳: اژدهای چوب
*  ۱۱ بهمن ۱۳۵۴  – ۲۸ بهمن ۱۳۵۵: اژدهای آتش
*  ۲۸ بهمن ۱۳۶۶ – ۱۶ بهمن ۱۳۶۷: اژدهای خاک
*  ۱۶ بهمن ۱۳۷۸ – ۳ بهمن ۱۳۷۹: اژدهای فلز
*  ۲ بهمن ۱۳۹۰ – ۲۱ بهمن ۱۳۹۱: اژدهای آب
*  ۲۱ بهمن ۱۴۰۲– ۹ بهمن ۱۴۰۳: اژدهای چوب

## اژدهای منطقةالبروج چینی
| علامت | سازگار با                                           | ناسازگار با       |
| اژدها | خروس، میمون، موش، اژدها، مار، خوک، خرگوش، ببر و اسب | ورزا، گوسفند و سگ |

## اسطوره‌شناسی
اژدها که در چینی لونگ نامیده می‌شود یکی از چهار حیوان خیرخواه اولیهٔ امپراتور یشم (یو دی)، فرمانروای آسمان‌ها در اساطیر چینی است. اژدها به مانند خورشید نماد تمامی چیزهای مذکر بود و در مقابلش ققنوس یا فنگ قرار داشت که نماد هر چیز ماده بود. دو حیوان دیگر تک‌شاخ و لاک‌پشت بودند. پس از آفرینش انسان، امپراتور که شاهد بدکاری‌های او بود سِیلی را فرو فرستاد که بیشتر زمین را فرا گرفت. یو شی که خدایی جوان بود از یو دی خواست تا انسان را ببخشاید، پس با اجازهٔ او همراه با لاک‌پشت سیاه بزرگی بر زمین فرود آمد. او حامل خاکی جادویی بود که می‌توانست سیل را جذب کند و اژدهایی با فلس‌های زمردین که یو با استفاده از بال‌های او زمین را حجاری کرد. یو شی به مدت ۳۰ سال در زمین سفر کرد و خاک بر آن پاشید و با استفاده از دم اژدها استپ‌ها، کوه‌ها، رودها و دره‌های چین را کنده‌کاری نمود.